# El Scorcho
"El Scorcho" és el primer senzill del segon àlbum de la banda estatunidenca Weezer, Pinkerton. Composta per Rivers Cuomo i autoproduïda pel grup, la cançó es va llançar el 1996.

## Informació
Se suposa que el títol de la cançó prové d'uns paquets de salsa picant anomenats "Del Scorcho", de la cadena de restaurants Del Taco. Com altres cançons del disc, les lletres contenen diverses referències a l'opera Madama Butterfly de Giacomo Puccini. El videoclip, dirigit per Mark Romanek, mostra el grup tocant en una vella sala de ball de Los Angeles. Demostrant la seva afició al futbol, el baixista Matt Sharp vesteix una samarreta del FC Barcelona.
El senzill no va tenir gaire èxit, el videoclip va passar molt desapercebut per la MTV i algunes ràdios van refusar la seva emissió. Es considera que aquest senzill és una de les principals causes del fracàs comercial de l'àlbum. Només a Austràlia va tenir cert reconeixement i va esdevenir una de les cançons alternatives més populars.

## Llista de cançons
Senzill promoció només ràdio
1. "El Scorcho" - 4:03

CD #1 / Senzill 7" (Regne Unit)
1. "El Scorcho" - 4:03
2. "You Gave Your Love to Me Softly" - 1:57

CD #2 (Regne Unit)
1. "El Scorcho" - 4:03
2. "You Gave Your Love to Me Softly" - 1:57
3. "Devotion" - 3:11

La cançó "You Gave Your Love to Me Softly" fou gravada i llançada en la banda sonora de la pel·lícula Angus. Aquesta versió és una regravació completament nova.

## Posicions en llista
| Llista                            | Posició |
| --------------------------------- | ------- |
| UK Singles Chart                  | 50      |
| U.S. Billboard Modern Rock Tracks | 19      |

## Personal
- Rivers Cuomo – guitarra solista, cantant
- Patrick Wilson – percussió
- Brian Bell – guitarra rítmica
- Matt Sharp – baix